# Okilani Tinilau
Okilani Tinilau (ur. 2 stycznia 1989 na Nukulaelae) – lekkoatleta z Tuvalu, sprinter, trójskoczek i skoczek w dal, olimpijczyk z Pekinu. Jest także piłkarzem. 
Wielokrotny rekordzista kraju w kraju w różnych konkurencjach.
W roku 2008 reprezentował swój kraj na igrzyskach w Pekinie, w biegu na 100 metrów mężczyzn, odpadł w eliminacjach z czasem – 11,48 s.

## Rekordy życiowe
| Dystans            | Wynik (s) | Miejsce | Data             |
| ------------------ | --------- | ------- | ---------------- |
| Bieg na 100 metrów | 11,44     | Apia    | 16 sierpnia 2009 |

Jest także rekordzistą kraju w: trójskoku - z wynikiem 13.61, i skoku w dal z wynikiem 7.02.